# Koudougou
Koudougou is een stad in de provincie Boulkiemdé, waarvan het de hoofdstad (prefectuur) is. Koudougou wordt hoofdzakelijk bewoond in door het Mossi-volk, en heeft totaal ongeveer 160.000 inwoners (2019).
De stad 75 km ten westen van Ouagadougou, de hoofdstad van Burkina Faso. Koudougou ligt tussen heuvels met een hoogte tussen 200 en 300 meter. De stad ligt in de Sahel en heeft een lang droog seizoen van oktober tot juni. Tussen juli en september valt er op onregelmatige tijdstippen neerslag.
Koudougou is gesitueerd aan de enige spoorweglijn van het land. Er zijn een aantal fabrieken, zoals een boterfabriek, katoenfabriek en diverse textielfabrieken.
In 1955 werd de stad de zetel van het rooms-katholieke bisdom Koudougou.

## Zustersteden
- Melsungen ( Duitsland)
- Dreux ( Frankrijk)

## Geboren in Koudougou
- Maurice Yaméogo (1921-1993), president van de Republiek Opper-Volta
- Sidbéwindé Bernard Yaméogo (1953), filmmaker
- Moustapha Dao (1955), filmmaker
- Saint Pierre Yaméogo (1955), filmmaker

## Externe link

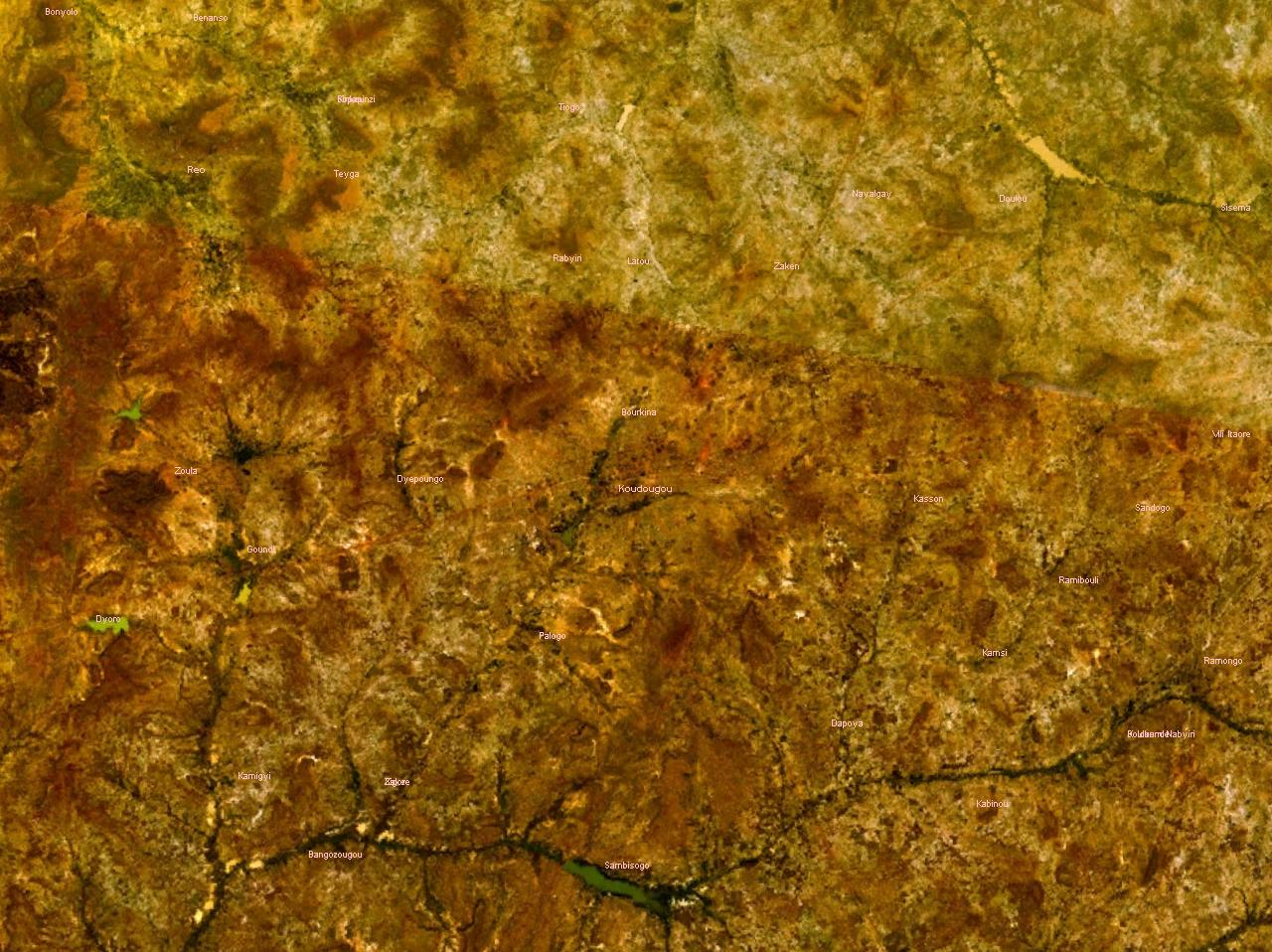
Satellietfoto van de omgeving van Koudougou